# Krucifix

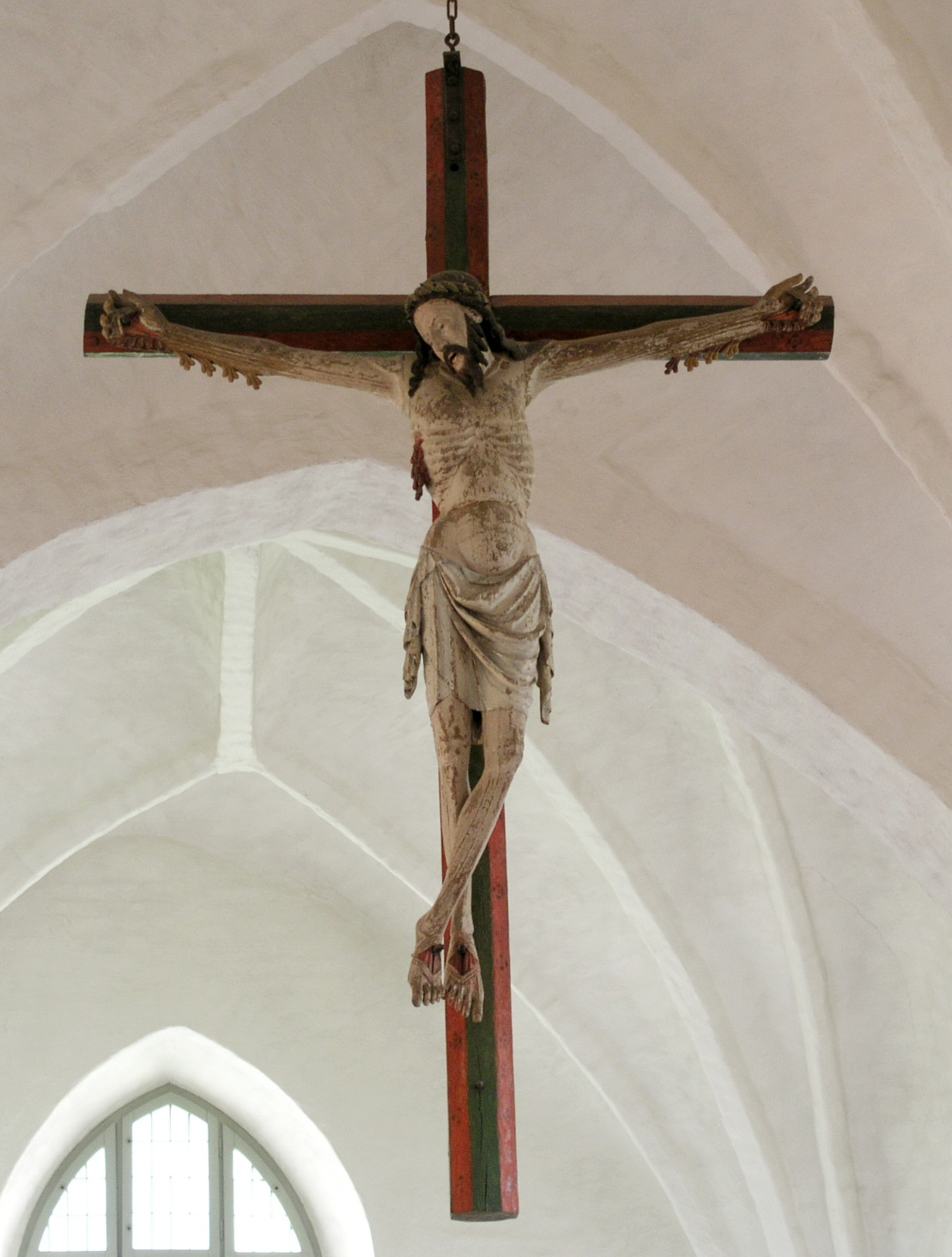
Triumfkrucifix i Sankt Laurentii kyrka, Söderköping.

Krucifix (från latinets crucifixus, "den korsfäste") är en avbildning av den korsfäste Jesus, vanligen i friskulptur eller relief.

## Historia
Fornkyrkan undvek krucifixet, eftersom det uppfattades som alltför realistiskt.
I både öst och västkyrkan blev krucifixet sedan en vanlig bildtyp, ofta knuten till altaret eller (i den medeltida västkyrkan) till övergången mellan kor och långhus, triumfbågen, så kallat triumfkrucifix. Krucifixet behölls i de lutherska och de anglikanska kyrkorna, men däremot inte i de reformerta.
Mindre krucifix försedda med fot används som altarkors eller för enskild andakt. Ett liknande krucifix fäst på en stång brukar bäras i spetsen för kyrkliga processioner.

## Krucifix i offentliga skolor
I Italien föreskrivs enligt en gammal lag att det skall finnas krucifix i alla klassrum i offentliga skolor.
Italienskan Soile Lautsi förde talan mot den italienska bestämmelsen i Europeiska domstolen för de mänskliga rättigheterna (Europadomstolen) i Strasbourg 2009. Hon menade att hennes barn måste gå i en offentlig skola i norra Italien med krucifix i varje rum, men att Jesusbilderna stred mot hennes rätt att ge sina barn en sekulär uppfostran. Domstolen gick på Lautsis linje i sitt domslut i början av november 2009. Domstolen skrev att ehuru krucifixen kunde upplevas som ett stöd för troende kristna elever, kunde krucifixen uppfattas som stötande av elever som utövar andra religioner eller är ateister. Lautsi tilldömdes ett skadestånd på 5 000 euro.
Europadomstolens beslut upprörde många människor, särskilt i Italien. Den italienska regeringen överklagade beslutet, som ansågs som ett intrång i Italiens kultur. Om Italien hade förlorat skulle det ha kunnat leda till att alla religiösa symboler i klassrum i Europeiska unionens medlemsländer blivit olagliga.
Den 18 mars 2011 fick Italiens regering rätt i frågan om krucifix i skolornas klassrum; enligt beslutet av Europadomstolens stora kammare kan krucifix inte anses kränkande för icke-kristna elever.

## Krucifix i frikyrkan
Krucifix är ovanligt inom frikyrkan. En informationstext om Vallda metodistkapell i Halland belyser detta: "Bakom predikstolsaltaret hänger en stor målning av John B. Svedholm från 1873. Korset är tomt - Kristus är alltså uppstånden!"

## Bilder

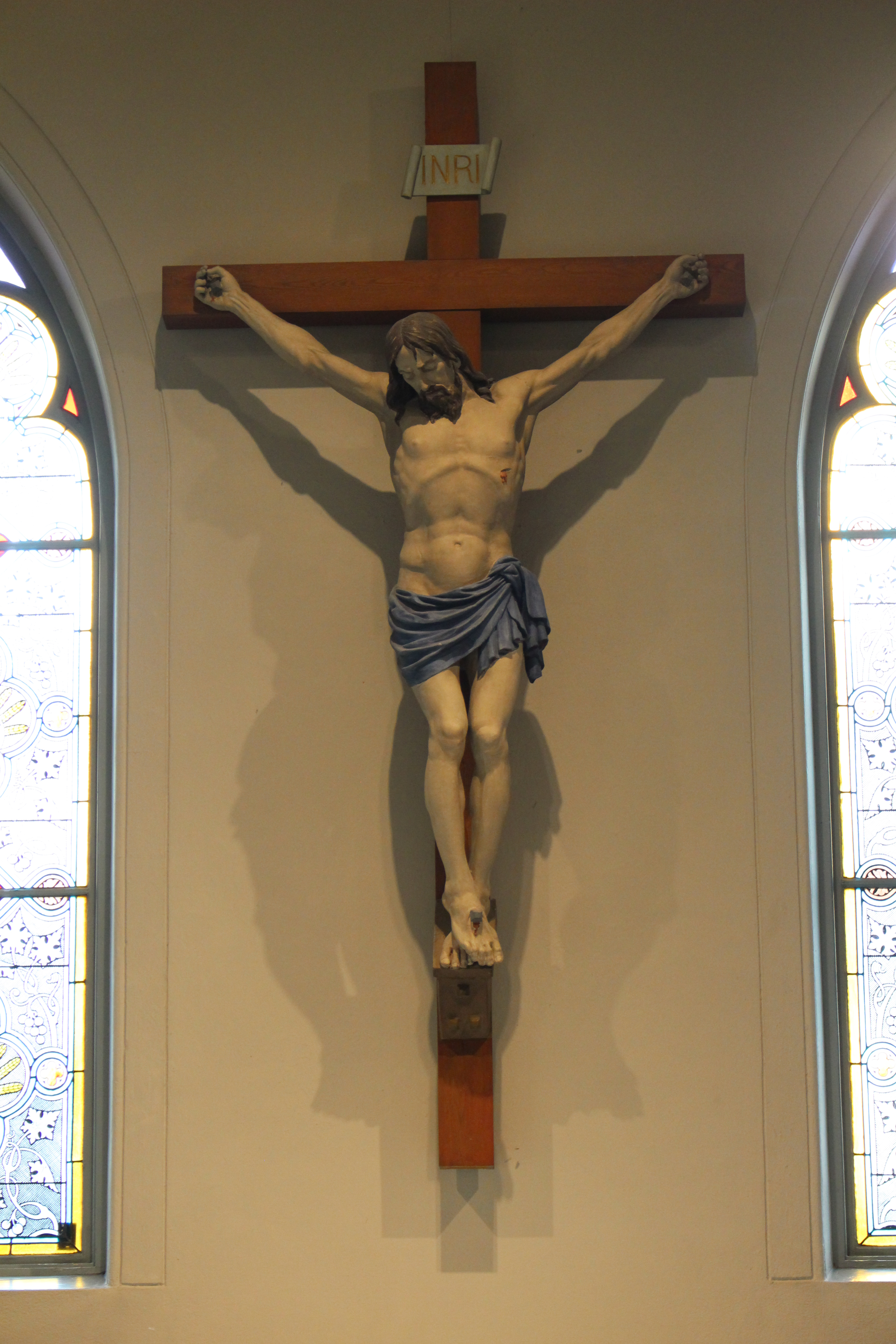
Krucifix av gips korväggen i Duvbo kyrka, Sundbybergs kommun.
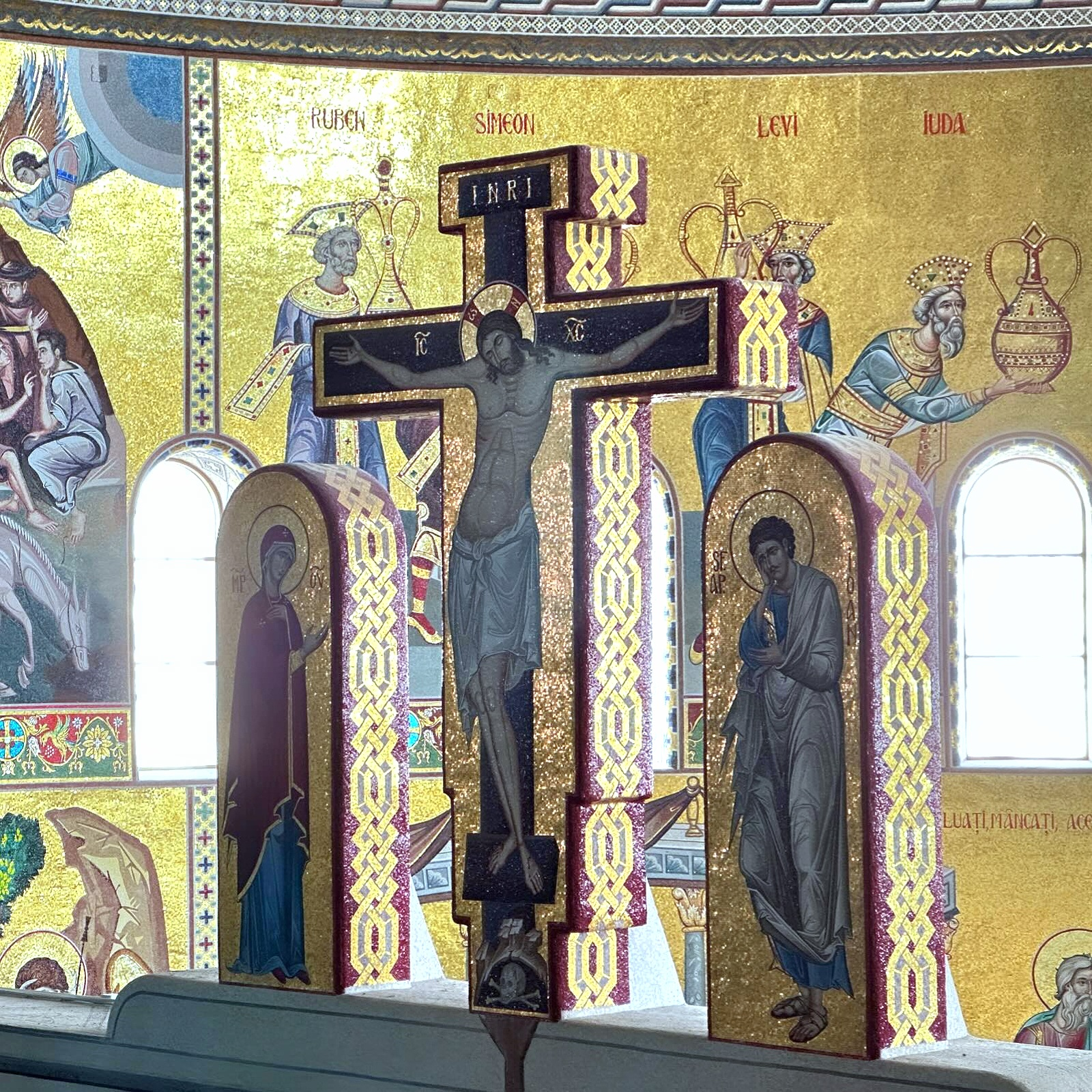
Krucifix i Folkets frälsnings katedral i Bukarest, Rumänien.
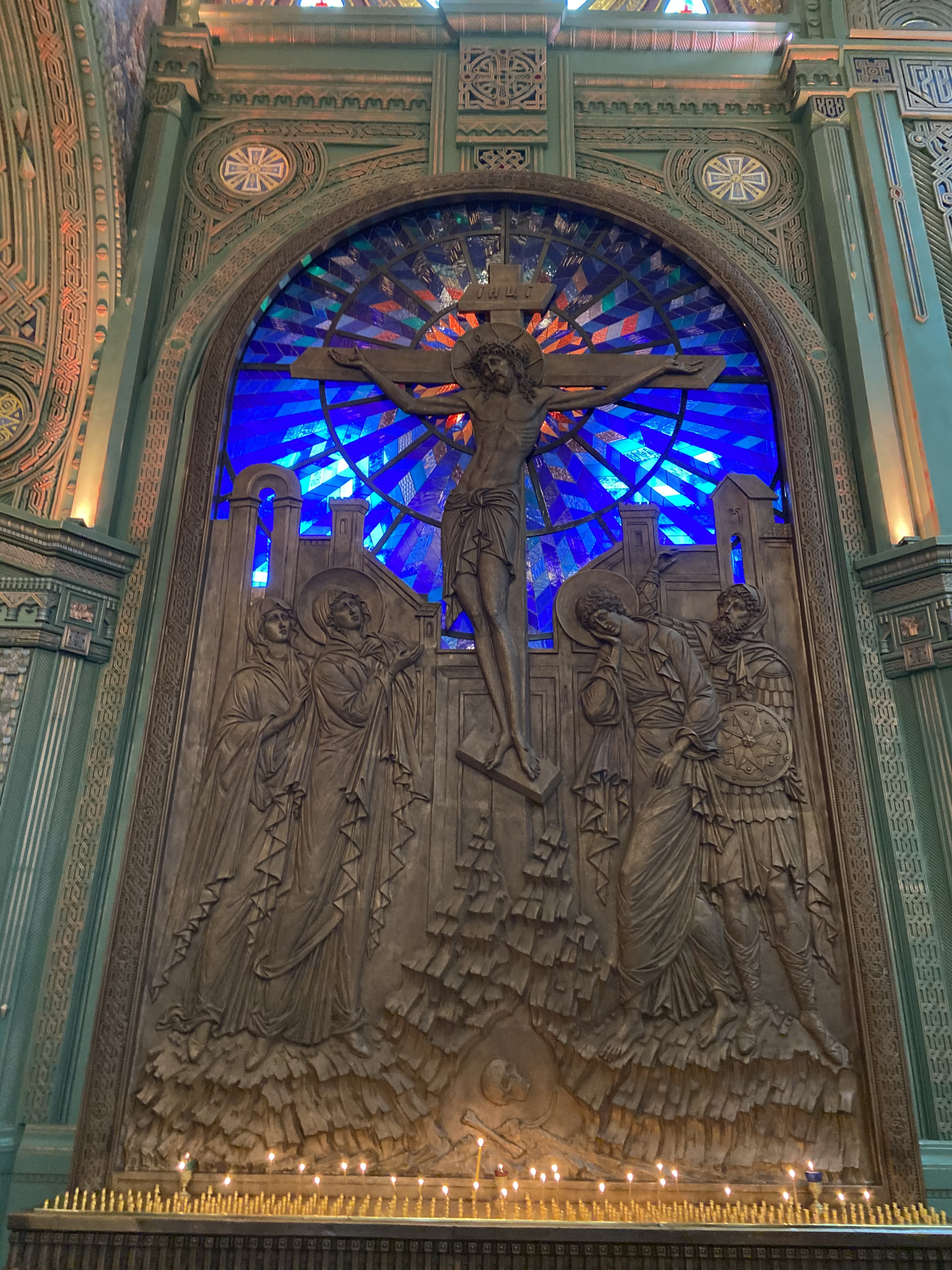
Krucifixbild i Ryska federationens väpnade styrkors huvudkatedral i Kubinka, Ryssland.